# Gelis taschenbergii
Gelis taschenbergii är en stekelart som först beskrevs av Otto Schmiedeknecht 1897.  Gelis taschenbergii ingår i släktet Gelis och familjen brokparasitsteklar. Inga underarter finns listade i Catalogue of Life.